# Мрачај (Мајур)
Мрачај је насеље у општини Мајур, Банија, Република Хрватска.

## Историја
Мрачај се од 1991. до августа 1995. године налазио у Републици Српској Крајини. До нове територијалне организације у Хрватској место се налазило у саставу бивше општине Костајница.

## Становништво
| Националност       | 1991. | 1981. | 1971. | 1961. |
| Хрвати             | 96    | 107   |       |       |
| Срби               | 53    | 74    |       |       |
| Југословени        | 17    | 22    |       |       |
| остали и непознато | 5     | 4     |       |       |
| Укупно             | 171   | 207   | '     | '     |

| Демографија | Демографија | Демографија |
| Година      | Становника  | Становника  |
| ----------- | ----------- | ----------- |
| 1961.       | 312         |             |
| 1971.       | 247         |             |
| 1981.       | 207         |             |
| 1991.       | 171         |             |
| 2001.       | 61          |             |
| 2011.       |             | 42          |